# 7735 Scorzelli
7735 Scorzelli eller 1980 UL1 är en asteroid i huvudbältet som upptäcktes den 31 oktober 1980 av den amerikanska astronomen Schelte J. Bus vid Palomar-observatoriet. Den är uppkallad efter Rosa Scorzelli..
Asteroiden har en diameter på ungefär 7 kilometer och den tillhör asteroidgruppen Gefion.